# Йохан II (Лойхтенберг)
Йохан II фон Лойхтенберг (на немски: Johann II von Leuchtenberg; * ок. 1355; † 7 август 1390) от фамилията на ландграфовете на Лойхтенберг и графовете на Халс (днес в Пасау), е от 1389 г. фогт в Швабия.

## Произход
Той е първият син на ландграф Йохан I фон Лойхтенберг (ок. 1330/1334 – 1407), граф на Халс, и първата му съпруга Мехтхилд (Мацела, Метце) фон Розенберг (ок. 1332 – 1380), дъщеря на пан Петер I фон Розенберг (ок. 1291 – 1347) и Катерина фон Вартемберг († 1355). Брат е на Анна (ок. 1359 – 1423), омъжена 1375 г. за граф Гюнтер XXX фон Шварцбург (1352 – 1416), и на Сигост/Зигост (ок. 1357 – сл. 1398), фогт в Лойхтенберг и Швабия.
Йохан II умира преди баща си на 7 август 1390 г.

## Фамилия
Йохан I се жени на 12 ноември 1376 г. в замък Шаунберг за графиня Кунигунда фон Шаунберг († 1424), дъщеря на граф Хайнрих VII фон Шаунберг († 1390) и графиня Урсула фон Гьорц († сл. 1383). Те имат две деца:
- Анна († 1417), омъжена на 13 юни 1415 г. за Йохан I (II) фон Хайдек († 1425), кмет на Регенсбург, син на Фридрих II фон Хайдек-Лихтенау, майор на Нюрнберг († 1423) и Беатрикс фон Тек († 1422), дъщеря на херцог Фридрих III фон Тек
- Георг I († сл. 18 октомври 1430), бенедиктински монах в Кастл 1415/1417 г., ландграф на Лойхтенберг